# Église de l'Élévation-de-la-Croix de Tobolsk
L'église de l'Élévation-de-la-Croix à Tobolsk est un des meilleurs exemple du baroque sibérien de la ville de Tobolsk. Elle est située dans la ville, près du pont Abramov, sur les berges de la rivière Irtych. La première pierre de l'édifice a été posée en 1754 et elle a été achevée en 1771. Ce sont des marchands du nom de Medvedev qui ont financé sa construction. 

## Histoire
L'église, qui préexistait et qui a brûlé, datait de 1652 et était construite en bois. L'actuelle a été construite en brique garnie d'une riche décoration. Le clocher est même plus tardif, construit entre 1778 et 1780, sous le règne de Catherine II. De loin, elle donne une image légère, vivante et inhabituelle qui est créée par le mélange de solennité, d'élancement de ses volumes et de la richesse de sa décoration. La verticalité du clocher lui donne une impression de dynamisme. La flèche gracieuse et spectaculaire qui surmonte celui-ci, lui confère une silhouette particulièrement expressive. L'endroit où elle se trouve près du ruisseau, près de la campagne environnant la ville, est bien dégagé et lui donne un excellent visibilité. La photo de Sergueï Prokoudine-Gorski en témoigne… mais date de 1912. L'église a joué un rôle particulier dans la formation de la ville de Tobolsk en étant à l'origine de la construction d'un grand quartier au bord de la rivière Irtyche. Sa silhouette élancée à côté des constructions en bois voisines plus petite la rend visible de loin. Avec le monastère et l'église Zakharie et Élisabeth, avec la mosquée, elle domine le bas de la ville.
Sous le clocher à deux étages de forme octogonale, le volume rectangulaire est constitué de trois étages dont les façades sont organisées en largeur avec 4 ou 5 fenêtres sur l'avant pour 3 sur les côtés. C'est sur les voûtes mêmes de ce volume que ce haut clocher a été érigé plus tardivement. Le trapeznaïa est inséré entre le volume constitué par ces trois étages et le corpus de l'église.
À l'entrée, pas d'escalier, comme à l'église de l'Archange-Mikhaïl. Une paperte existe à l'intérieur du bâtiment qui permet l'accès entre la partie supérieure et la partie inférieure de l'église correspondant à l'église d'hiver en dessous et l'église d'été, non-chauffée, au dessus. 
Le dôme repose sur un quadrilatère dont les frontons sont garnis de lucarnes comme à l'église Zakharie-et-Élisabeth. Le centre du dôme est occupé par un tambour surmonté d'un lanterneau en restauration sur les photos disponibles.         
Les plans et la composition des volumes sont symétriques : la trapeznaïa et les étages sous le clocher sont à la même hauteur et celle-ci est soulignée par la ligne de la toiture. Au-dessus de cette ligne se trouvent le clocher et la partie supérieure du dôme. 
Le clocher confère un aspect solennel et contraste par sa taille avec l'aspect plane des parties basses. Ce contraste est d'esprit baroque. De même, le contraste entre les corniches horizontales et la verticalité du clocher. Les contours luxuriants des grandes fenêtres tiennent encore de ce même esprit. La luminosité en plein soleil donne des effets de clair-obscur étonnants sur les façades. 
À la base de l'édifice, un podklet garni de chambranles aveugles donne un certain effet de lourdeur.  
L'effet produit par la structure et la décoration intérieure répond à l'apparence solennelle extérieure. Les nombreuses fenêtres donnent à l'intérieur une luminosité bien répartie entre les voûtes et les murs. La couleur bleu clair et le stuc blanc des plafonds créent une impression agréable. Le baroque élisabethain semble dominer, mais il est déjà empreint de plus de la clarté et de l'ordre qui caractérisera le style néo-classique qui suivra. À l'intérieur du dôme apparaissent des scènes associées à l'élévation de la Croix. Également des motifs décoratifs faits de rosettes, de perles, de couronnes, de guirlandes, de fleurs en suspension retenus par des nœuds. Les moulages en plâtre de cette église de Tobolsk et leur qualité d'exécution remarquable reste relativement mystérieuse. Ils rappellent les meilleurs exécutions des maîtres de Moscou et leur intervention sur place n'est pas exclue malgré l'éloignement de la capitale.

## Désaffectation et restauration
En 1930, à l'époque soviétique, l'église a été fermée au culte et convertie en entrepôt. Son état s'est dégradé. 
En 2004, une restauration a été projetée, mais ne s'est pas réalisée. En 2012, l'état de l'édifice s'était encore détérioré.

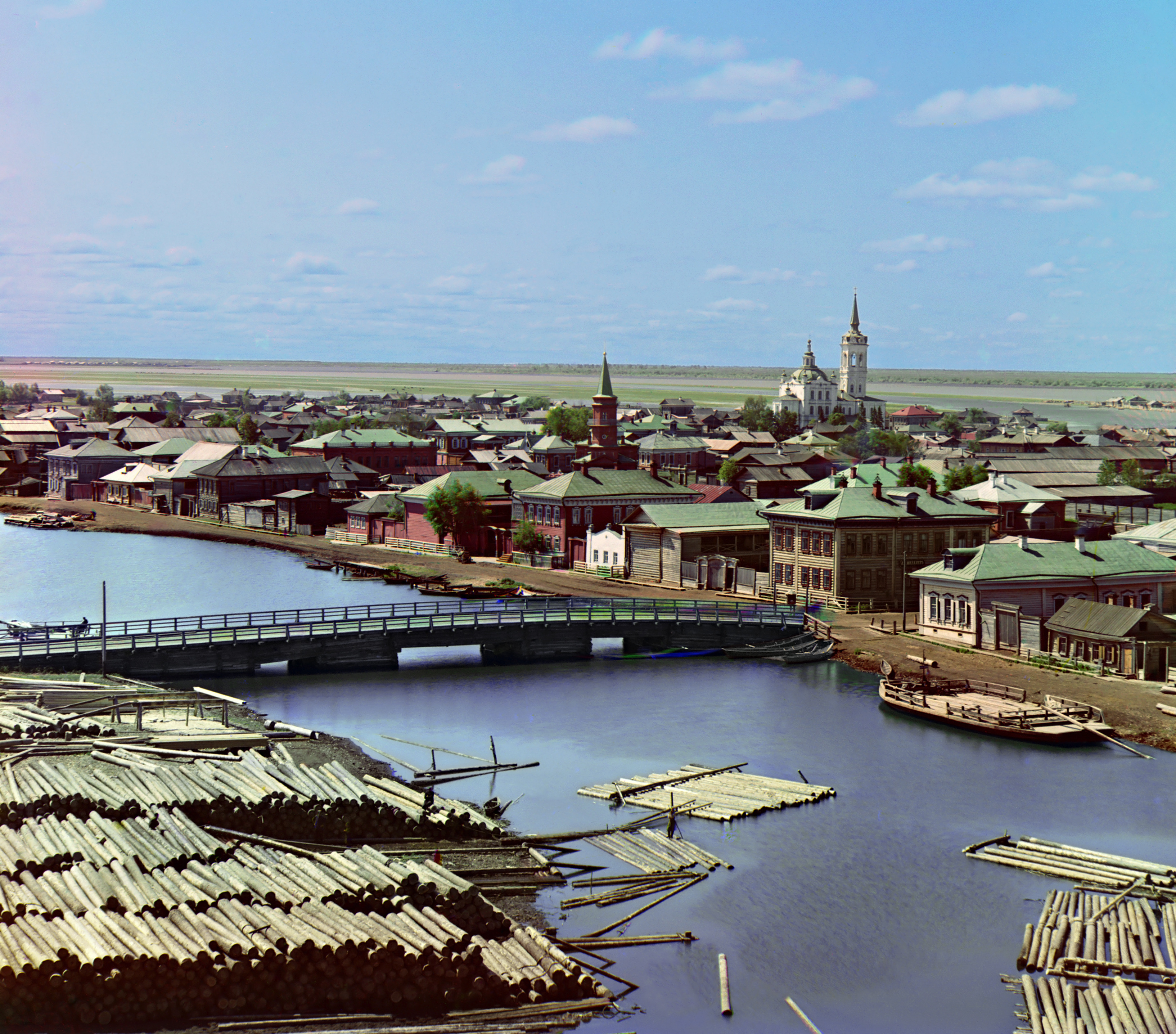
Vue en 1912 par Sergueï Prokoudine-Gorski : à l'avant-plan la mosquée, à l'arrière plan l'église de l'Élévation-de-la-Croix.
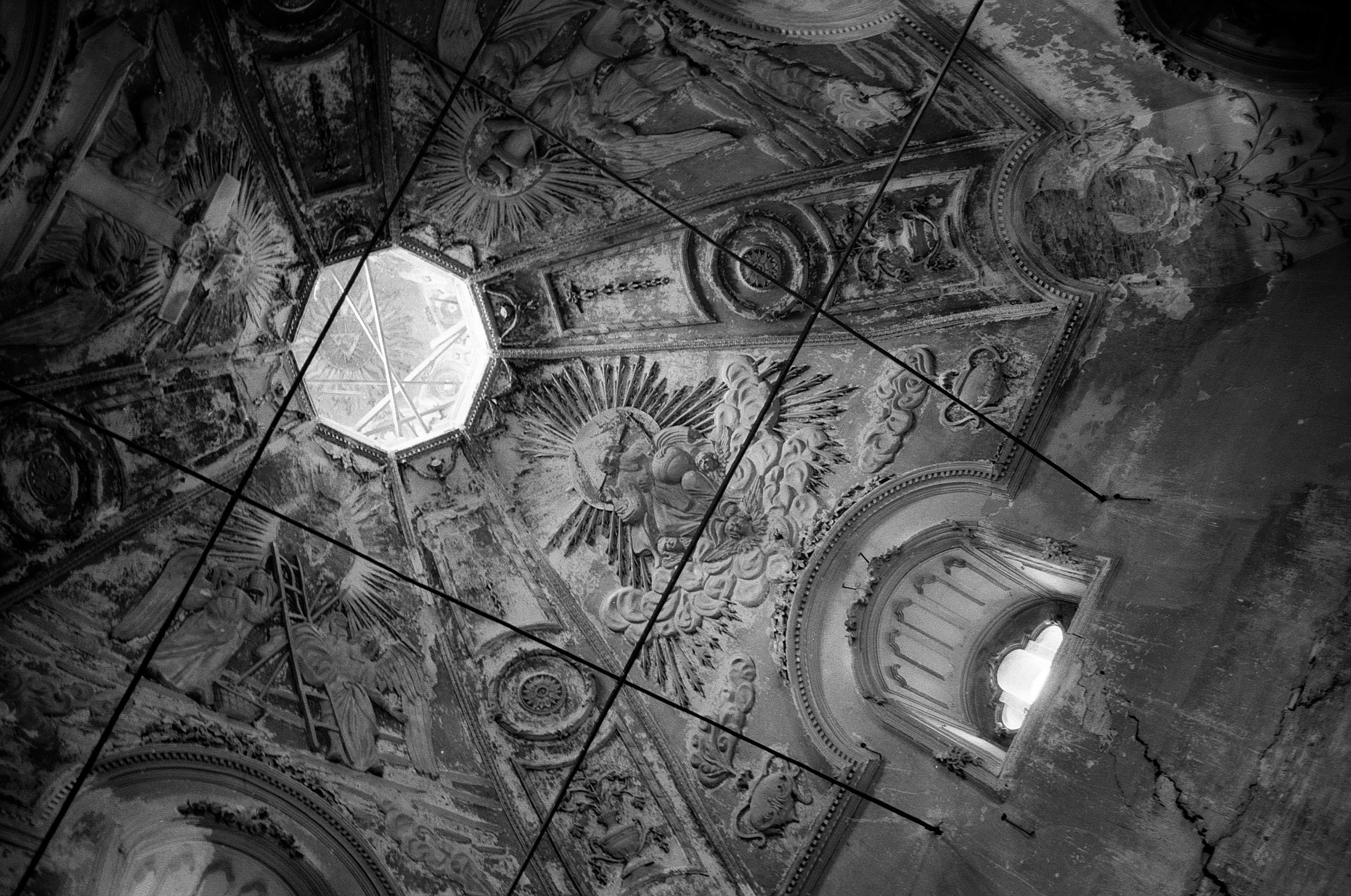
Intérieur du dôme dans l'église abandonnée, en 2010.
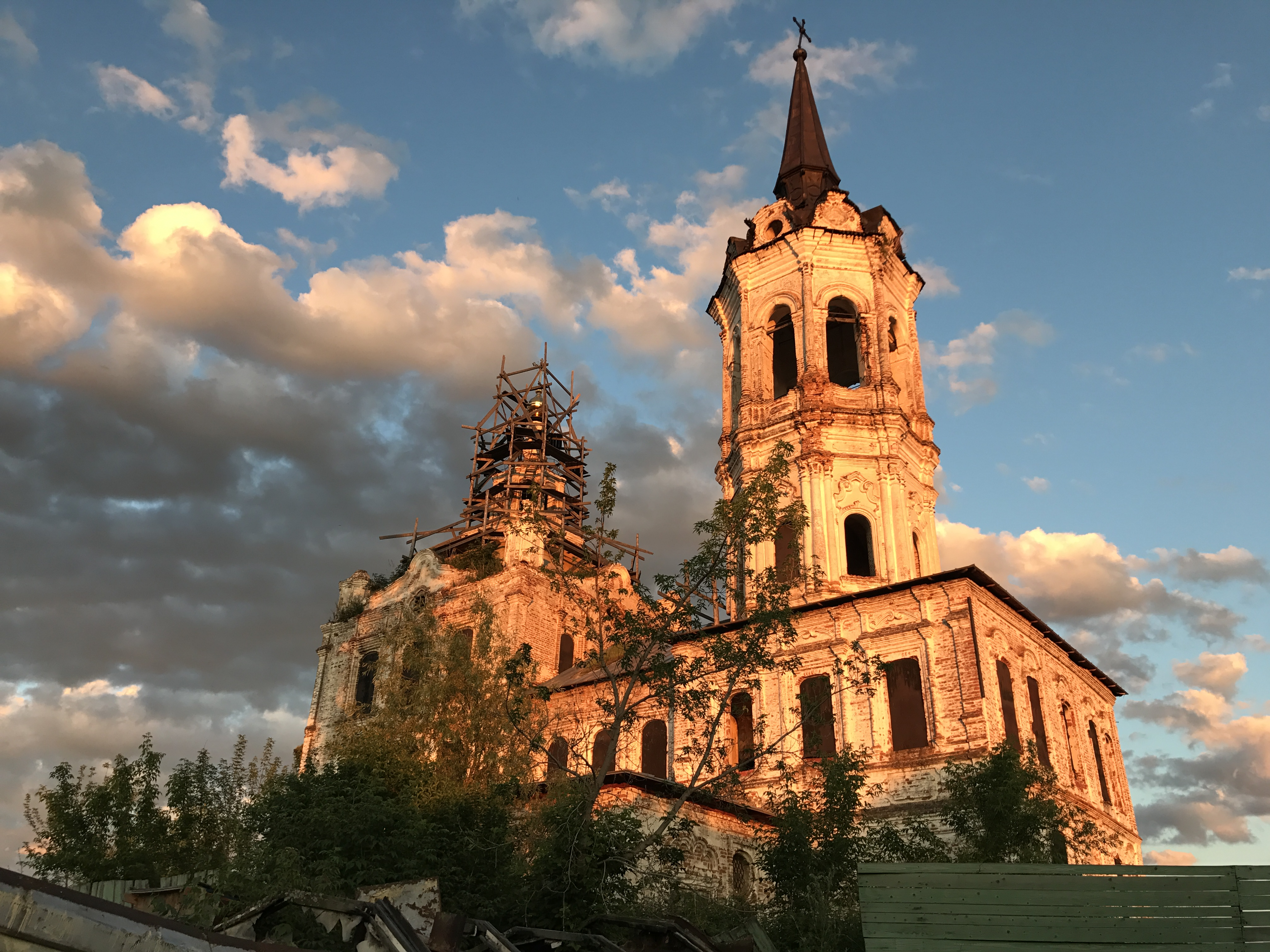
Effets de clair obscur sur l'église.
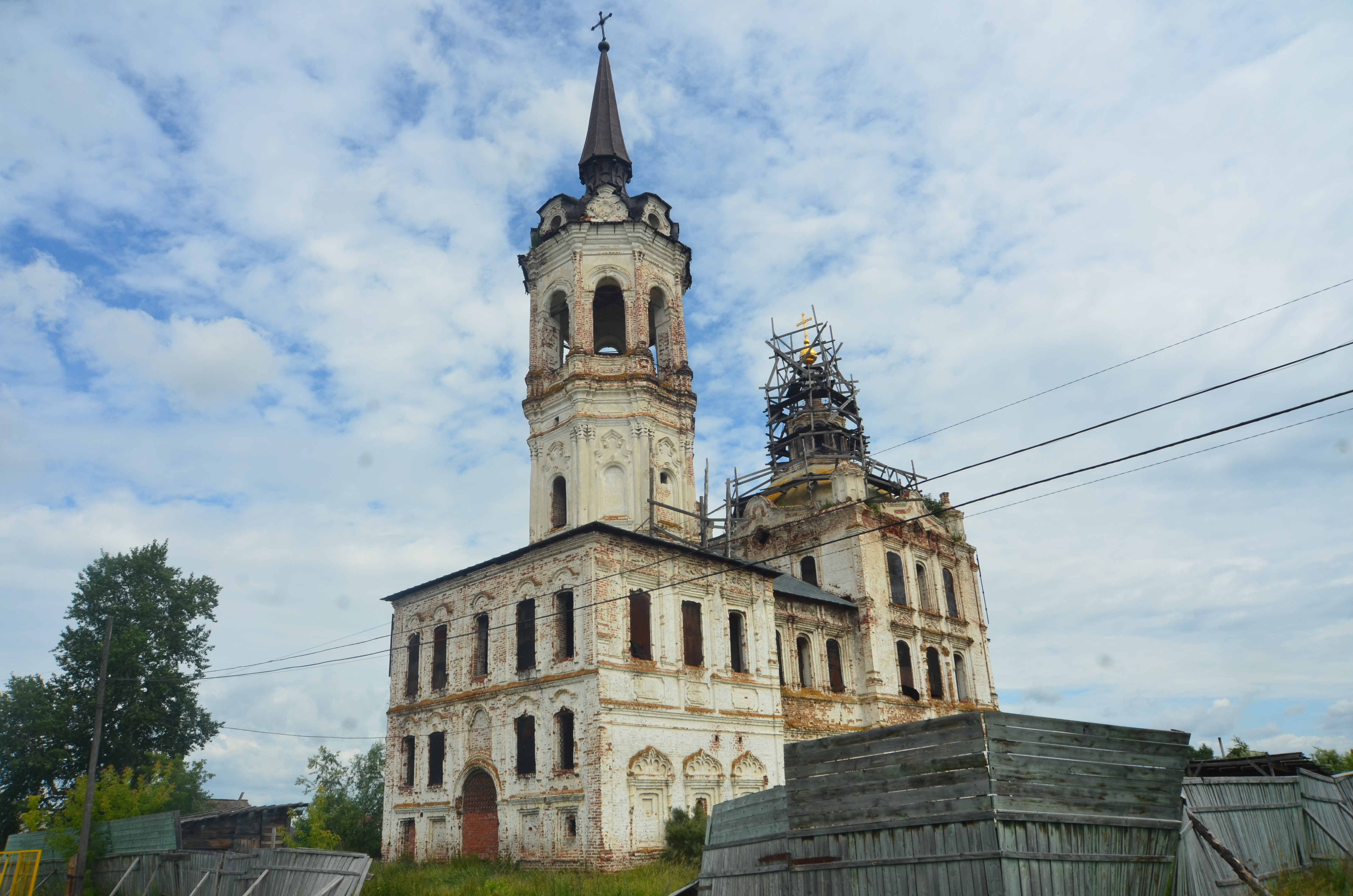
Vue des façades.